# 持田勝穂
持田 勝穂（もちだ かつほ、本名・持田 勝男(もちだ かつお)、1905年(明治38年)3月9日－1995年(平成7年)6月25日）。日本の詩人、歌人、ジャーナリスト。
昭和の時代、東京主流の文化の中で地方の文化を盛り立てる事に努力した。同郷の北原白秋を唯一の師として、自らを「九州人」と呼び、作曲家、森脇憲三(もりわきけんぞう)と共に多くのカンタータやオペラを残している。晩年、大西民子(おおにしたみこ)と共に短歌結社「波濤短歌会」を創設した。

## 経歴

### 白秋との出会いまで

#### 出生
1905年(明治38年)3月9日、福岡市上鰯町十四番地(現在・福岡市博多区須崎町)に生まれる。父・作太郎(40歳)、母・フリ(32歳)の次男。兄利一郎(6歳)。父作太郎は幼少期から摂津国灘において酒造を学び、帰郷後、広く杜氏の育成に当たり崇敬を集める。永く県清酒品評会審査員を勤める傍ら自らも自宅にて酒類問屋を営む。勝男の命名は、出生の3月9日が日露戦争奉天陥落の前夜であることに因む。

#### 少年期
- 1911年(明治44年)6歳 - 福岡市立奈良屋尋常小学校に入学。図画を好む。
- 1913年(大正2年)8歳 - 6月、妹タミ生る。同年10月死亡。11月、父作太郎糖尿病にて死去。この年、兄利一郎は、店舗と家庭の都合により商業学校を中途退学。
- 1914年(大正3年)9歳 - 自宅2階の同居人、石蔵暮鳥の蔵書に親しむ。この2階の部屋から短歌雑誌「ねむの花」が発行されて歌人が繁しく往来する。勝男は手紙、原稿類の投函の使いなどさせられる。
- 1917年(大正6年)12歳 - 奈良屋小学校を卒業。福岡高等小学校に進む。自宅二階「ねむの花」発行所に上がり、短歌を読み習う。
- 1919年(大正8年)14歳 - 福岡高等小学校を卒業。以後、病弱の兄を助けて家業に励む。このため遂に上級学校への進学を断念する。この頃よりスポーツを好む。
- 1920年(大正9年)15歳 - 兄利一郎、宗像郡上西郷村畦町加留部直平の次女ヱキと結婚。その後、利一郎は病床に臥すことが多かった。勝男は，この頃より歌集を愛読ノートに歌を書き始める。
- 1921年(大正10年)16歳 - 兄利一郎は、各地へ転地療養に出る。勝男はこの年より兄に代わって酒店業に専念。1941年(昭和16年)に廃業するまでの21年間、家業に当たる。この頃勝男は文学書を多く読み、また宗教書に親しむ。宗教団体、修養関係に知己を得て、その運動に加わる。北原白秋の詩集、小唄集を読み愛誦する。「城ヶ島の雨」を特に好む。
- 1922年(大正11年)17歳 - 10月、兄利一郎、肺結核により死亡。23歳。兄嫁ヱキを励まして酒店業を続行。家運次第に傾き文学書を捨て商業の研究に努力する。しかし、作歌の志望は捨て難く、秘かにノートする日が続く。母と兄嫁を養って歳晩を越す。兄利一郎の短歌を書簡、病床日記より発見する。

#### 青年期
- 1923年(大正12年)18歳 - 2月、兄嫁ヱキ(21歳)と遂に結婚。本格的に作歌を考え、杉野朴が門司より発行の同人雑誌「赭土」三月号に初めて歌を送る。筆名「勝恵」。兄利一郎の戒名の一字「恵」を継承して「勝恵」にしたと思われる。7月、佐賀の中島哀浪「ひのくに」を創刊。
- 1924年(大正13年)19歳 - 1月、長女美代子生る。この頃、妻ヱキの郷里の桜井成美、桜井ナミエと文通。ヴェルレーヌ等の詩集に親しみ、また、トルストイ全集を読破する。この年の4月、北原白秋らにより「日光」創刊される。
- 1925年(大正14年)20歳 - 福岡において徴兵検査を受け第一乙種合格。杉野朴「赭土」は、下関の「白梅」と合流し「白土」と改題。7月、宇津野研、対馬完治、氏家信ら「白檮」を創刊、杉野朴に随って勝恵(勝男)も社友としてこれに参加し対馬完治の指導を受ける。この年の秋、思うことあって多年の願いである托鉢を母に許され、京都鹿谷一燈園に入り西田天香に師事する。月余、京都において托鉢を行願し信仰の門を叩くこと切なるものがあった。読書は多く宗教書と歌書に限られる。11月、次女黎子生る。中島哀浪、山崎真吾、村上巌らを知る。また、登山に多くでかける。
- 1926年(昭和元年)21歳 - 4月、福岡歩兵連隊第十一中隊に教育召集兵として入営、6月、退営。10月、山崎真吾と共同して短歌雑誌「あけみ」を創刊。「白檮」に短歌を発表するとともに「日光」を愛読し白秋を研究する。
- 1927年(昭和2年)22歳 - 3月、「白檮」での筆名を「勝恵」から「勝穂」に変える。家業に縁の深い「禾(のぎへん)」を加えて本名「勝男」の音に近くするとともに、文業の発展を期したものと思われる。「日光」六月号の北原白秋選に、短歌九首が曽我晋平の筆名で掲載される。白秋選による最初の作品。作品は新兵の体験をユーモラスに歌っているので、曽我晋平のペンネームは「ソレガシハシンペイ」などの意味を含め、本来の筆名を伏せたものかと思われる。「桐の花」「思ひ出」「雀の卵」などの白秋の著書を集めて研究に沈潜する。この年、金子健を知る。大阪の杉野朴が発行する「素描」にも歌を寄せる。
- 1928年(昭和3年)23歳 - 4月、前田夕暮は「詩歌」を復活。勝穂は復活号に同人として参加。「酒店小情」六首を発表。6月、三女槻子生る。7月、大阪朝日新聞の依嘱で郷土飛行のため、20年振りに帰郷した北原白秋に、柳川において初めて合う。佐賀の中島哀浪「ひのくに」を復刊。勝穂は同人として参加するとともに「白檮」を退社して「ひのくに」の印刷・校正・発送等の実務を担当し多忙を極める。8月、「詩歌」に「夏来る」五首発表。大阪の杉野朴「心象」を発刊。同人として参加。

### 白秋との出会いから「多磨」の時代へ

#### 「ひのくに」から「多磨」へ
- 1929年(昭和4年)24歳 - 3月「ひのくに」の印刷所を佐賀に移す。9月、勤務演習のため二十四連隊第一中隊に入営。歩兵一等卒となる。作歌の傍ら民謡、童謡等に興味を持ち、多分に白秋の影響を受ける。それらの作品は「民謡音楽」「民謡詩人」「民謡月刊」等に発表。
- 1930年(昭和5年)25歳 - 3月、四女モナミ生る。5月、八幡製鉄所歌制作の機会に帰郷した北原白秋を柳川の山田屋に訪う。8月、霧島火山群峰を登破。この年「九州文学」の原田種夫、山田牙城らを知る。
- 1931年(昭和6年)26歳 - 自由律短歌を主唱する「詩歌」から前田夕暮の承諾を得て同人を辞し「香蘭」の準同人となり六月号に出詠。これにより北原白秋の歌風を直に学ぶこととなる。民謡、童謡の作品は夥しいものがあり、童謡雑誌「チチノキ」に加わる。与田準一、巽聖歌、田中善徳らを知る。この夏、久住連峰に登る。
- 1932年(昭和7年)27歳 - 5月、長男進一郎生る。7月「九州民謡」に作品「夜道送って」を発表。この作品は後に杵屋佐吉作曲により東京・朝日講堂において公演。この夏、阿蘇根子岳に登る。福岡に征峰山岳会を組織する。10月、福岡・糸島新聞社募集の作品「糸島小唄」を筆名有島浩で一等当選。思うところがあって、一切の民謡雑誌から手を引く。11月、北原白秋創刊「短歌民族」第一輯に参加。12月「歌謡作品」発刊の準備をすすめる。この冬、青柳喜兵衛と交遊。
- 1933年(昭和8年)28歳 - 4月、クオタリー「歌謡作品」第一輯刊行。6月、北原白秋編集「短歌民族」第二輯に参加。杵屋佐吉による作品がはじめて東京放送局(JOAK/現：NHKラジオ第1東京)より放送。7月、クオタリー「歌謡作品」第二輯刊行。8月、「香蘭」に作品「山茶花(6首)」。北原白秋編集「全貌」第一集に月刊「九州」募集の白秋選九州小唄「関門」が入選。10月、クオタリー「歌謡作品」第三輯刊行。
- 1934年(昭和9年)34歳 - 2月、クオタリー「歌謡作品」第四輯刊行。4月「香蘭」に作品「春宵雑歌」6月、クオタリー「歌謡作品」第五輯刊行。9月、北原白秋「香蘭」顧問を辞す。12月、五女彩子生る。この夏、早大、慶大、九大等の学生らによる「南方派」創刊に客員として参加、詩「山霊」「雪の朝」等を発表。ニットーレコード吹き込み作品は7曲。ラジオ放送される作品も多数に及ぶ。5月「福岡山の会」入会(1959年11月まで26年間会員)。
- 1936年(昭和10年)30歳 - 3月、北原白秋「多磨」創刊宣言。4月「香蘭」第一同人とされたが辞表提出して白秋に随順する。これより民謡、童謡の作詩を断念し短歌に専念する。6月「多磨」創刊。第二同人となり作品「戦艦榛名(5首)」「筑紫山脈(4首)」を掲載。7月「多磨」に作品「環水荘(8首)」8月、福岡の北原白秋歓迎詩話会、福岡白秋会を各々開催。白秋からレインコート、鳥打帽を受ける(2日)。北原白秋小倉歓迎会に出席(3日)。「多磨」九州支部創立歌会に出席(13日)。「多磨」福岡支部創立歌会に出席(24日)。10月、「多磨」に作品「高千穂(17首)」。

### 短歌誌「多磨」と「多磨の歌人達」

#### 「多磨」創刊から白秋の死
- 1936年(昭和11年)31歳 - 「多磨」に作品発表、山の歌が多い。「ロッククライミン(22首)」「伯耆大山(20首)」「雪線縦走雑報(19首)」等。8月、「多磨」九州大会(柳川)に参加。12月、白秋より電報(15日)「キミケフカラ一ブダ シツカリヤレ ハク」。「多磨」第一部会員となる。
- 1937年(昭和12年)32歳 - 「多磨」に作品発表、年間183首に及ぶ。論文「ロマンティシズムへの勝利」、論文「島内六郎氏作品評」「歌壇に於ける映画の言葉」、「晨朝歌話・再読」。論文「持田勝穂君の歩み」島内八郎。「短歌研究」に作品発表、「鰯(31首)」。8月、次男翼生る。名付親は白秋。12日、白秋から電報「モチダヨク ヨクハツバサ ニツポンクウグンダ ハクシウ」。
- 1938年(昭和13年)33歳 - 「多磨」に作品発表。「柳河の冬(17首)」他140首。論文「心の花1月号批評」「日本短歌八月号批評」。「短歌研究」に作品「岩登り(8首)」他15首。「新万葉集八巻」に作品6首。5月、九州日報朝日歌壇の選者となる。
- 1939年(昭和14年)34歳 - 「多磨」に作品発表。「醅(16首)」他152首。　論文「第二部作品評」「『白南風』初句ぎれ雑考」「歌壇作品評」「わが『秋の歌』を語る」「第二部作品評」。「短歌研究」に作品「記章(5首)」「生態(5首)」。大日本歌人協会会員に推薦さる。『多磨』九大支部創立歌会に出席(1月22日)、『九州日報』に火野葦平におくる歌五首(1月24日)、『東京朝日』に『新人歌人抄』(1月18日)。傷痍軍人福岡療養所発行「再起」の短歌選者となる。糟屋農学校校歌制作。これ以降、校歌、学園歌、隊歌、社歌、市歌その他の制作は夥しい数となり、そのうち90篇は1978年(昭和53年)11月刊行の『わが思い出のカンタータ』(梓書院)に記録。北原白秋の指示により朝日新聞連載中の火野葦平『花と兵隊』主題歌を田中善徳と合作。また『麦と兵隊』の主題歌を白秋が補作。
- 1940年(昭和15年)35歳 - 『多磨』に作品発表。「征還/宮柊二・火野葦平(17首)」他114首。論文「黄玉地帯の新作歌」「前月作品批評」「多磨の事変歌」報告「我が支部の現勢と将来」「多磨の事変歌」。合評『白南風研究・第一回〜第三回』、論評「水郷記・橋本政一追悼」。『短歌研究』に作品「積雪期登攀(27首)」、論文『新万葉集の山の歌(一)〜(二)』。『山と渓谷』に論文「山岳短歌雑考(8月)」『玖珠川渓谷を探勝(8月16日)』。福岡放送局(JOLK/現：NHKラジオ第1福岡)より『銃後の女性短歌』を放送(12月5日)。
- 1941年(昭和16年)36歳 - 『多磨』に作品発表。「雲表(19首)」他106首。合評『白南風研究・第四回〜第十三回』。『多磨柳河大会印象記』。競泳作品「周邊(35首)」所感文「勝鳥」、『兢詠批評』。『短歌研究』に作品「海光(11首)」他8首。　九州日報『新春(5首)』(1月5日)、九州日報募集短歌選者(1月)。『山と渓谷』一月号に作品「伯耆大山(5首)」、三月号に論文「スキー短歌私観」。多磨九州短歌大会(3月16日)に参加。糸島聯合青年団歌の選と補作(4月)、5月に福岡地方文化聯盟を結成、6月情報部長となる。11月に九州文化協会と併合、福岡文化聯盟と改称。礦業報国新聞の歌壇選者(8月)。12月8日、酒商を廃業。12月27日、福岡日日新聞社(のち西日本新聞社)入社。森脇憲三との出会い。
- 1942年(昭和17年)37歳 - 『多磨』に作品発表。「瀬高(10首)」他96首。論文「拡大する短歌の世界」「短歌初学講座」「多磨の傷痍軍人詠」『尾形慶吾追悼記』「海図所感」「高志の風格」。『短歌研究』に作品「霜の光(5首)」。1月、福岡日々新聞社編輯部に勤務する。同月「九州文学」同人となり、1995年6月逝去までの53年間その活動に当たる。『日本短歌』に作品「業餘即事(10首)」、6月「九州文学」に『北原白秋(一)(二)(三)』 (六・七・八月号)。『日本文芸』に作品「初夏戦況(10首)」(八月)。九州の最高峰久住山に登る。10月6日、北原白秋から電報「イノチノマツタケンヒトハオモシロシト タマヲアハレ ハクシウ」。白秋全書簡の最後となる。同月31日、白秋の病気篤く、妻ヱキの実家菓子老舗の加留部家特製のカステラを持参して上京、看護に当たる。白秋、カステラを一口食して喜ぶ。11月2日、北原白秋の臨終に侍する。通夜，葬儀に列する。5日、多磨福岡支部、白秋追悼歌会を開催し報告。12月20日、柳河において白秋五十年祭。同月、『多磨』白秋追悼号に『御臨終に侍す』、『短歌研究』に白秋追悼歌「通夜(5首)」。

#### 白秋の死から「多磨」終刊まで
- 1943年(昭和18年)38歳 - 白秋の死後「多磨」は発行人・北原菊子、編集人・中村正爾のもとで10年間続けられ、勝穂も作品発表を続けた。
- 1944年(昭和19年)39歳 - 10月、佐賀県唐津市満島に疎開。12月、六女嶺子生まれる。
- 1945年(昭和20年)40歳 - 3月、入営鹿児島志布志湾防衛の為配属。6月博多空襲で実家焼失。9月に復員。唐津虹ノ松原へ転居。
- 1947年(昭和22年)42歳 - 歌集「雲表」刊行(南風書房)。『多磨』七月号に、歌集「雲表」批評(鹿児島寿蔵、薮田義雄、与田準一)掲載。箏曲「春のことぶれ」作詩、筑紫歌都子作曲。
- 1948年(昭和23年)43歳 - 日本歌人クラブ発起人となる。9月、疎開先より博多へ帰る。歌集「海光」刊行(多磨叢書、叡智社)。交声曲「新秋」作詩、筑紫歌都子作曲。電気ホール公演。福岡県警文芸誌「暁鐘(月刊)」選者(1995年8月まで続ける)。
- 1949年(昭和24年)44歳 - 日本歌人クラブ総会にて九州地方幹事就任。交声曲「阿蘇」作詩、森脇憲三作曲。九大ユーロステルラ合唱団により初演。
- 1950年(昭和25年)45歳 - 交声曲「別離」作詩、森脇憲三作曲。九州大学主催により初演。
- 1951年(昭和26年)46歳 - NHK福岡(JOLK)ラジオ随想「白秋と雀」放送。町名統合に参与の際、持田家に隣接していた恵比須神社の『須』を生かし『洲崎町』から『須崎町』とした。
- 1952年(昭和27年)47歳 - 『多磨』終刊号発行。目次に並ぶ歌人名は持田のほか、鈴木英夫、初井しづ枝、佐野四郎、島内八郎、荒木暢夫、湯浅那羅、中村正爾、吉野鉦二、泉甲二、若林牧春、宮柊二、鐸静枝、鐸木孝、桂静子、鈴木幸輔、吉田恵弘、大内規夫、松本千代二、野村清、木俣修。以後、木俣修と共に「形成短歌会」を立ち上げる。九州電力文芸誌「文化期集」選者となり、1995年3月まで続く。

### 勝穂の短歌と歌曲

#### 歌人木俣修・作曲家森脇憲三と持田勝穂
- 1953年(昭和28年)48歳　交声曲『長崎』を作詩、森脇憲三作曲(電気ホールにて初演)。5月、木俣修を主宰とし「形成」創刊に参加。平成五十年十月終刊号に至るまで作品を発表。
- 1954年(昭和29年)49歳 - 創作オペラ「海賊毛剃九衛門」台本、森脇憲三作曲、NHKラジオ放送。短歌誌「短歌研究」に釈迢空追悼録「筑紫路をお供して」。
- 1955年(昭和30年)50歳 - 形成全国大会に参加。11月、創作オペラ「邪馬台国(二幕三場)」台本、森脇憲三作曲。西日本新聞社主催で初演。
- 1956年(昭和31年)51歳 - 歌集『近代の靄』刊行。柳河にて形成全国大会。「短歌研究」に論文『近代短歌の故郷』。
- 1957年(昭和32年)52歳 - 「短歌研究」に作品「珠(10首)」「灰燼(7首)」。「短歌」に作品六十首。
- 1958年(昭和33年)53歳 - 「短歌研究」に論文『綜合雑誌と歌の新聞』。8月、福岡市歌人会選者(1991年まで34年間担当)。創作オペラ『おさと六助(一幕一場)』『女の城(一幕一場)』台本作、森脇憲三作曲。電気ホールにて初演。交声曲『筑紫路』作詩、筑紫歌都子曲、上野文化会館にて初演。芸術祭参加作品『不知火(合唱と詩による幻想)』作、長洲忠彦曲を東芝レコードにて吹込み。
- 1959年(昭和34年)54歳 - 「短歌研究」に作品「記章」。交声曲『遠賀川』作詩、森脇憲三作曲をテレビ西日本で放送。11月「短歌」に作品「地塁(15首)」。芸術祭参加作品「鍾乳洞(合唱とモノローグ)」作、長洲忠彦曲。
- 1960年(昭和35年)55歳 - 3月、西日本新聞社を退社。4月「短歌研究」に作品「暗い傾斜」。「短歌」に作品「河童追悼(12首)」。5月、福岡婦人サークル講師(1991年まで31年間担当)。日本歌人クラブ春の総会にて九州地方幹事就任(1995年まで47年間就任)。十月、福岡市社会教育委員。混声合唱組曲『街の叙情』『日本の祭』『長崎の祭』作詩、森脇憲三作曲(全音楽譜出版刊)。
- 1961年(昭和36年)56歳 - 「短歌研究」に作品『小市民的挽歌』『寓話』。9月、混声合唱曲「空の散歩・他」作詩、森脇憲三作曲(NHK委嘱カワイ楽譜刊)。夕刊フクニチ歌壇選者(1991年まで31年間担当)。
- 1962年(昭和37年)57歳 - 「短歌研究」に作品「さまよへる蟹」。箏曲オペラ「夕顔・源氏物語より」作、筑紫歌都子曲を電気ホールにて初演。
- 1963年(昭和38年)58歳 - 「短歌研究」に作品「高原」。「形成」に特別作品「記者のころ」、随想「筑後柳川大会の記」、形成作家論『松本千代二「三つの歌集につらぬくもの」』。4月、交声曲『九州(九響十周年記念)』作詩、森脇憲三作曲。電気ホーリにて初演。現代歌人協会会員となる(1995年まで32年間会員)。合唱コンクール課題曲「垣根のバラ(第六回産業人合唱コンテスト)」作詩、森脇憲三作曲。
- 1964年(昭和39年)59歳 - 「短歌研究」に作品「おろかな葦」。形成全国大会(別府)に参加。3月、男声合唱組曲「村の人気者」「都会の明暗」「山の組曲」作詩、森脇憲三作曲(音楽之友社刊)。白秋生家保存会賛助員(1970年まで6年半活動)。
- 1965年(昭和40年)60歳 - 「短歌」に作品「音楽は終る」、「短歌研究」に作品「冬の旋律」。福岡文化聯盟理事に就任(1995年まで30年間在任)。「九州形成の集い」に参加。創作オペラ「のぞきめがね(博多にわか形式)」一幕二場。創作オペラ「神々の国」一幕三場。台本作、森脇憲三作曲、電気ホールにて初演。合唱組曲「ひろしま」(広島少年合唱隊・広島市委嘱)作詩、森脇憲三作曲。
- 1966年(昭和41年)61歳 - 「短歌研究」に作品「柳川(30首)」、「九州文学」に作品「博多川」、「形成」に随想「九州高原にて」。女声合唱曲「色のバラード」作詩、森脇憲三作曲(カワイ楽譜刊)。交声曲「いまこそ真実を照らせ」作詩、森脇憲三作曲(市民芸術祭参加作品)。
- 1967年(昭和42年)62歳 - 「短歌研究」に論文「茂吉の新年の歌」。形成全国大会の委員長を務める、9月「形成大会の意義と反省」。薮田義雄の勧めにより「詩と音楽の会」に入会(1992年まで26年間、作詩活動を続ける)。女声合唱曲「さくら貝・わたしのベレー、他」作詩、森脇憲三作曲。歌曲「ちいさいエトランゼ」作詩、奥村一作曲。
- 1968年(昭和43年)63歳 - 「短歌研究」に作品「天草三日(30首)」。7月、柳川にて白秋記念館建設のため講演。毎日新聞に論文「白秋の人間性」。合唱コンクール課題曲、女声合唱曲「月夜です」作詩、森脇憲三作曲。合唱組曲「不知火」作詩、藤井凡太作曲(NHK委嘱)。
- 1969年(昭和44年)64歳 -  毎日新聞に論説「白秋と白秋である」。「短歌研究」に作品「埋没の季節」随想「月への反省」他。歌曲「芭蕉の旅」作詩、富永三郎作曲。
- 1970年(昭和45年)65歳 - 「短歌研究」に作品「山麓の町」「秋記」随想「新年の歌」他。福岡市文学賞運営委員となり、1995年まで25年間務める。
- 1971年(昭和46年)66歳 - 「短歌研究」に作品評、他。形成全国大会天童大会に参加。歌曲「六月のサプァイア」作詩、市場幸介作曲。白秋祭短歌大会選者(1994年まで24年間務める)。白秋生家保存会理事兼評議員。
- 1972年(昭和47年)67歳 - 「短歌新聞」に「九州の正月の行事」作品「虚脱」。「短歌研究」に作品「春の霰」。「形成」に論文「木俣修論・詠嘆の原点をさぐる」随想「二十年の道・回顧と自覚」。角川「短歌年鑑」に「全国歌壇概況」。宗像大社献詠短歌大会選者(1993年まで22年間務める)。男声独唱曲「夢殿」作詩、市場幸介作曲。
- 1973年(昭和48年)68歳 - 　女声合唱曲「ばらの言葉」作詩、大沢和子作曲(合唱コンクール課題曲)。
- 1974年(昭和49年)69歳 - 「短歌研究」に論評「現代百人一首鑑賞」作品「肉声の盤」。筑紫歌都子伝『まぼろしの琴』を西日本新聞社より刊行。歌曲「月夜のセレモニー」作詩、伊藤翁介作曲。
- 1975年(昭和50年)70歳 - 「短歌研究」に作品「忘れぬうちに」。歌集『紙魚のごとく』西日本新聞社より刊行。歌曲「ひるねの薔薇」作詩、十時一夫作曲。
- 1976年(昭和51年)71歳 - 「短歌新聞」に作品「還らぬ夜」。「短歌研究」に作品「雪割草」。「昭和万葉集(十巻)」に二首掲載。男声合唱曲「はじめに青い海があった」作詩、森脇憲三作曲(国立工大合唱連委嘱)。歌曲「邪馬台国への旅」作詩、長谷川良夫作曲。第1回福岡市民文化賞受賞。太宰府神社献詠短歌大会選者（1984年まで9年間務める）。
- 1977年(昭和52年)72歳「短歌」に論文「木俣修論」。「現代短歌」に「県別五十二年度新人傑作選」。筑前琵琶「鏡山今昔」作詩、嶺旭蝶作曲、大博ホールで初演。

男声合唱曲「うずしお」作詩、森脇憲三作曲(門司少年少女合唱団委嘱)。歌曲「火の山の祭典」作詩、市場幸介作曲。
- 1978年(昭和53年)73歳 - 「短歌現代」に作品「年のせめぎ」。「短歌」に作品「夏日低唱」。『交声曲詩篇わが思い出のカンタータ』梓書院より刊行。創作オペラ「門司のかっぱ」少年少女のための台本、森脇憲三作曲(小倉市民会館にて初演)。
- 1979年(昭和54年)74歳 - 「短歌」に作品「柳川」「残春小唱」。「短歌研究」に作品「夏ふかみて」。
- 1980年(昭和55年)75歳 - 「短歌新聞」に作品「梅雨ふかく」。評「島有道・歌集『落葉どんぐり』」「大悟法利雄・歌集『並木道』」。「九州大学医学部の歌」作詩。
- 1981年(昭和56年)76歳 - 「短歌研究」に随想「水郷と白秋の町」「文学風土」、作品「長崎原爆忌」。「短歌現代」に作品「母なる川」。
- 1982年(昭和57年)77歳 - 「短歌(木俣修特集号)」に随想「蒼天飛翔の人生」、作品「わが松浦潟」。「形成」に論評「期待される新人」。形成創刊三十周年全国大会に参加。「現代短歌」に作品「幽暗の星」。

1983年(昭和58年)78歳 - 4月、木俣修逝去。8月、形成支部長会に出席し、以後1993年まで「形成」は続けられる。歌曲「真珠のなげき」作詩、平井康三郎作曲。

#### 晩年の勝穂
- 1984年(昭和59年)79歳 - 「形成(木俣修追悼号)」に「五十年の哀歓」脇須美追悼「克服された老いの美」。「短歌研究」に作品「大山の雪」。「短歌」に作品「隣冬記」。11月、地域文化功労者として文部大臣表彰。東京・上野、国立西欧美術館において表彰式に参列。歌曲「もがりぶえ」作詩、平岡荘太郎作曲。
- 1985年(昭和60年)80歳 - 1月、白秋生誕百年記念全国短歌大会選者。「形成」に特集作品「漣たたず」研究「白秋先生の書簡(一)(二)」。「短歌研究」に随想「修忌と紅辛夷」。「短歌」に作品「湿舌」。修忌三回忌を営む(小郡市普済寺にて)。歌曲「雁の羽根」作詩、田中雅明作曲。
- 1986年(昭和61年)81歳 - 「短歌現代」に作品「春の雪」「残春晩夏」。形成全国大会選者(東京・晴海)。歌曲「ばらの展覧会」作詩、溝上日出夫作曲。
- 1987年(昭和62年)82歳 - 歌集『青馬を見む』短歌新聞社刊。「短歌現代」に作品「二月の雪」「海をねらふ」。「短歌」に作品「いつの日か」「四十五年前の印象・自歌自解・十一月の歌」。歌曲「ジャスミン」作詩、高木東六作曲。
- 1988年(昭和63年)83歳 - 「歌壇」に作品「金印の島」。「短歌研究(特集・列島同時詠)」に「荒津の埼にて」に文。「短歌現代」に随想「自歌自注」。「短歌」に作品「秋なり」。「短歌新聞」に野村清「緩なるべし」評。歌曲「霧のふる夜」作詩、平井丈一朗作曲。
- 1989年(平成元年)84歳 - 「短歌新聞」に随想「今年の抱負」。「短歌」に歌と随想「わが『老い』の青春歌」「秀歌鑑賞」作品「翳る秋」。「歌壇」に作品「時のながれに」。「短歌現代」に作品「明治の母」。5月、日本歌人クラブ名誉会員に推される。
- 1990年(平成2年)85歳 - 「短歌」に評論「短歌名作の旅・中村憲吉歌集『軽雷集以後』」論文「句またがり句割れは生きる・北原白秋の歌について」。「短歌現代」に論文「北原白秋『黒檜』」「昭和の歌集戦中篇随筆」。歌曲「旅路の果て」作詩、平井丈一朗作曲。
- 1991年(平成3年)86歳 - 「短歌現代」に作品「玄冬低唱」「月のしたび」。西日本婦人文化サークル短歌教室(753回)の指導中に倒れる。脱水症状のため入院。その間もフクニチ新聞読者文芸短歌の選をする。その後も「短歌往来」に作品「明治の橋」。柳河九州短歌大会選者、「形成」の選を続け白秋四十九年祭に参列。歌曲「さんざしの歌」作詩、中田一次作曲。
- 1992年(平成4年)87歳 - 2月、肺炎にて入院。6月、母フリの五十回忌法要を営み、これより憑かれたように作歌する。「短歌」に作品「春の岬」。「形成」の選、「形成全国大会」の選、柳河九州短歌大会の選者。白秋五十年祭に参列。歌集『雲表』『海光』の再版刊行。混声合唱曲「天平の鐘」作詩、平井康三郎作曲。
- 1993年(平成5年)88歳 - 3月、「形成」解散のニュースが本部より先に外部から知らされ心労を極める。5月、突如「形成」解散される。7月、「形成」福岡支部歌評会に出席。9月9日、日本全国の広範な有志の要請に応えて大西民子と共に「波濤短歌会」の結成と月刊短歌雑誌「波濤」創刊を呼びかけ編集発行人となる。「形成終刊号」に作品五首。「短歌現代」に作品「天平の歌」。朝日新聞「折々のうた」に作品掲載。柳河九州短歌大会、宗像大社献詠短歌大会選者。「暁鐘」の選。白秋五十一年祭に参列。12月、「波濤」創刊号に作品「波濤によせて」。
- 1994年(平成6年)89歳 - 「波濤」に大西民子逝去の社告。同「博多通信」作品「悔歌(5首)」「いまはむかし・博多川(一)(二)(三)(四)(五)(六)」「白秋生家の思い出(一)(二)(三)」。6月肺炎再発により入院、12日退院、博多山笠事務所からの弁当に食が進む。8月、波濤全国大会へ祝電とメッセージを送る。10月、柳河九州短歌大会選者。「波濤」の選。「暁鐘」の選。大西民子追悼の歌七首つくる。九電「文化期集」の選。12月、福岡市文学賞の推薦文。
- 1995年(平成7年)90歳 - 「波濤」に「白秋生家の思い出(四)」「大西民子追悼号」に追悼歌「声からし呼ぶ(7首)」2月10日、肺炎再発入院。3月9日、90歳の誕生日。「波濤」に「『一冊の歌集』との出会い(一)(二)(三)(四)」。6月25日、筥崎の田村病院にて逝去。「波濤」は持田勝穂の逝去を社告。「波濤」に随想「ケルンを積んだ山(一)」。8月、「ケルンを積んだ山(二)絶筆」作品五首(遺詠)。

## 作品

### 歌集
- 歌集『雲表』南風書房刊(1947年1月)
- 歌集『海光』叡智社刊(1948年12月)
- 歌集『近代の靄』新典書房刊(1956年8月)
- 歌集『紙魚のごとく』西日本新聞社刊(1975年11月)
- 歌集『青馬を見む』短歌新聞社刊(1987年4月)
- 歌集『雲表(復刻版)』短歌新聞社刊(1992年9月)
- 歌集『海光(復刻版)』短歌新聞社刊(1992年9月)
- 歌集『ほたるぐさ』短歌新聞社刊(1995年11月)編者：持田えき
- 歌集『博多川』短歌新聞社刊(1998年6月)編者：持田えき

### 著書
- 筑紫歌都子伝『まぼろしの琴』西日本新聞社刊(1974年4月)
- 『わが思い出のカンタータ』梓書院刊(1978年11月)

### 作詩

#### オペラ・カンタータ
- カンタータ「阿蘇」(1949年初演)
作曲：森脇憲三、指揮：安永武一郎、合唱：九大コーロ・ステルラ合唱団
- カンタータ「別離」(1950年初演)
作曲：森脇憲三、指揮：安永武一郎、合唱：九大合唱団、ピアノ：福永陽一郎
- カンタータ「長崎」(1953年初演)
作曲：森脇憲三、指揮：安永武一郎、独唱：岡部多喜子/三枝喜美子/木下保/伊藤武雄、合唱：福岡合唱団/福岡放送合唱団/長崎放送合唱団、主宰：NHK福岡放送局/NHK長崎放送局
- 交声曲「新秋」(1948年、電気ホールにて初演)
作曲：筑紫歌都子
- 交声曲「筑紫路」(1958年、上野文化会館にて初演)
作曲：筑紫歌都子
- 交声曲「いまこそ真実を照らせ」(1966年初演)
作曲：森脇憲三「市民芸術祭参加作品」
- カンタータ「九州」(1963年初演)「九響創立十周年記念演奏会」
作曲：森脇憲三、指揮：安永武一郎、合唱：福岡合唱団/福岡学芸大学合唱団/西南大学グリークラブ
- カンタータ「遠賀川」(1959年初演、テレビ西日本放送)「TNC創立一周年記念」
作曲：森脇憲三
- カンタータ「福岡」(1979年、福岡市民会館大ホールにて初演)「福岡市民芸術祭」
作曲：森脇憲三、指揮：安永武一郎、独唱：古手川晶子/西明美/森敏孝/高橋修一、合唱/福岡合唱団、主催：福岡市/福岡市教育委員会
- オペラ「海賊毛剃九右衛門」(1954年、NHKラジオ放送初演)
作曲：森脇憲三
- オペラ「邪馬台国(二幕三場)」(1955年、電気ホールにて初演)
作曲：森脇憲三、指揮：安永武一郎、演奏：福岡放送管弦楽団、合唱：福岡合唱団、バレー：福岡近代舞踊学苑、主催：西日本新聞社、後援：NHK福岡放送局
- オペラ「おさと六助(一幕一場)」「女の城(一幕一場)」(1958年、電気ホールにて初演)
作曲・指揮：森脇憲三、独唱：柴田睦陸/石津憲一/加藤綾子、演奏：九州放送管弦楽団、主催：西日本新聞社
- オペラ「のぞきめがね(一幕三場)博多にわか形式」「神々の国(一幕三場)神楽形式」(1965年、電気ホールにて初演)
作曲：森脇憲三
- 箏曲オペラ「夕顔(源氏物語より)」(1962年、電気ホールにて初演)
作曲：筑紫歌都子
- 少年少女のための台本「門司のかっぱ」(1978年、小倉市民会館にて初演)
作曲・指揮：森脇憲三

#### 歌曲・合唱曲
- 真珠/曲集一(1957年)
森脇憲三作曲(音楽之友社刊)
- 組曲「花」(ロベリア，スイレン、コスモス、ツバキ)。組曲「季節の食べ物」(味噌汁、アスパラガス、新芋、塩鮭)。組曲「デパート」/女声合唱曲集三(1957年)
森脇憲三作曲(音楽之友社刊)
- 組曲「サンルーム」(花園、わたしのベレー、みどりの風、水のコーラス、さくら貝、白い手袋，秋のアルバム)。組曲「サーカス」(ピエロの涙、象の曲芸、奇術師、ブランコ)/女声合唱曲集六
森脇憲三作曲(音楽之友社刊)
- 組曲「街の叙情」(真珠物語、エンゼルフイッシュ、ビルの谷間、エスカレーター)。組曲「日本の祭り」(春、夏，秋、冬)。組曲「長崎の祭り」(凧揚げ、ペーロン、精霊流し、お宮日)/混声合唱曲集(1960年)
森脇憲三作曲(全音楽譜刊)
- 空の散歩、交差点，砂浜の散歩、神経，魔法の鏡，峠の茶屋，蛙の話/混声合唱曲集(1961年)
森脇憲三作曲(NHK委嘱・カワイ楽譜刊)
- 垣根のバラ(第六回産業人合唱コンテスト)(1963年)
森脇憲三作曲
- 組曲「村の人気者」(祭りの太鼓、逢いにきました、葦の唄)。組曲「都会の明暗」(のんきなバタ屋、ビルラッシュ)。組曲「山の組曲」(ゲレンデの雪、ザイルパーティー)男声合唱組曲(1964年)
森脇憲三作曲(音楽之友社刊)
- 組曲「ひろしま」(清純、希望、平和)(1965年)
森脇憲三作曲
- 組曲「色のバラード」(白のロマンス、赤のムード、青のエレジー、黒のリズム、緑のコーラス、黄のビジョン、虹のバラード)/女声合唱曲集(1966年)
森脇憲三作曲(カワイ楽譜刊)
- 組曲「色のアルバム」(水色の手紙、亜麻色の髪、赤い風船の旅、色のレストラン、ホワイトクリスマス)/女声合唱曲集
森脇憲三作曲(全音楽譜刊)
- 不知火(合唱組曲)(1968年)
藤井凡太作曲
- ちいさいエトランゼ(1967年)
奥村一作曲
- さくら貝、わたしのベレー(1967年)
森脇憲三作曲(音楽之友社刊)
- 月夜です(合唱コンクール課題曲/女声合唱曲)(1968年)
森脇憲三作曲
- 芭蕉の旅(1969年)
富永三郎作曲
- 六月のサファイア(1971年)
市場幸介作曲
- 夢殿(男声独唱曲)(1972年)
市場幸介作曲
- ばらの言葉(女声合唱曲)(1973年)
大沢和子作曲
- 月夜のセレモニー(1974年)
伊藤翁介作曲
- ひるねの薔薇(1975年)
十時一夫作曲
- ばらの言葉(合唱コンクール課題曲/女声合唱曲)(1975年)
大沢和子作曲
- 「はじめに青い海があった」(死の海、追憶の海、甦える海)/男声四部合唱曲集(1976年)
森脇憲三作曲(国立工大合唱連盟委嘱・全音楽譜刊)
- 邪馬台国への道(1976年)
長谷川良夫作曲
- 「うずしお」(海峡、むかしばなし，トンネルと橋、光ります、太陽の町)/男声四部合唱曲集(1957年)
森脇憲三作曲(全音楽譜刊)
- 火の山の祭典(1977年)
市場幸介作曲
- 混声合唱組曲「石炭-ヤマのためのレクイエム」(沈むヤマ、石炭は不思議、デゴイチ、燃える石、切り羽の戦い、ヤマで暮らせば、ふりそそげ)(1978年)
森脇憲三作曲
- 真珠のなげき(1983年)
平井康三郎作曲
- もがりぶえ(女声合唱曲)(1984年)
平岡荘太郎作曲
- 雁の羽根(1985年)
田中雅明作曲
- ばらの展覧会(1986年)
溝上日出夫作曲
- ジャスミン(1987年)
高木東六作曲(「新しい日本の歌」20周年記念作品)
- 霧のふる夜(1988年)
平井丈一朗作曲
- 薔薇いろの春(1989年)
小倉一子作曲
- 旅路の果て(1990年)
平井丈一朗作曲
- さんざしの花(1991年)
中田一次作曲

#### 芸術祭参加作品
- 不知火(合唱と詩による幻想)(1958年)
長洲忠彦作曲(東芝レコード) NHK芸能祭、第13回芸術祭参加
- 鍾乳洞(合唱とモノローグ)
長洲忠彦作曲 NHK芸能祭
- 新雪(箏曲名曲選集)
筑紫歌都子作曲(テイチクレコード) 第16回芸術祭参加

#### 校歌・学園歌
- 福岡県入部小学校校歌(1935年) 平岡均之作曲
- 福岡県立糟屋農学校校歌(1935年) 平岡均之作曲
- 福岡市昭和幼稚園園歌(1935年) 平岡均之作曲
- 大野城市大野中学校校歌/補作(1948年) 森脇憲三作曲
- 小郡市三井中学校校歌/補作(1950年) 森脇憲三作曲
- 福岡県金田中学校校歌/補作(1952年) 森脇憲三作曲
- 福岡商科大学校歌(現福岡大学)(1953年) 森脇憲三作曲
- 福岡大学附属大濠高等学校校歌(1953年) 森脇憲三作曲
- 福岡市立箱崎中学校校歌(1955年() 森脇憲三作曲
- 福岡県立遠賀高等学校校歌(1954年) 森脇憲三作曲
- 福岡県立筑紫中央高等学校校歌(1954年) 森脇憲三作曲
- 福岡市立博多第二中学校校歌(1954年) 森脇憲三作曲
- 福岡市立博多工業高等学校校歌(1954年) 森脇憲三作曲
- 福岡市立冷泉小学校校歌/補作(1955年) 江口保之作曲
- 福岡市立三筑中学校校歌(1955年) 森脇憲三作曲
- 福岡市立住吉中学校校歌(1956年) 山崎一三作曲
- 熊本県立八代宮地小学校校歌(1956年) 岩津勝治作曲
- 福岡県須恵中学校校歌/補作(1957年) 安永武一郎作曲
- 福岡県蜷城小学校校歌/補作(1957年) 安永武一郎作曲
- 中村学園園歌(1957年) 荒谷俊治作曲
- 福岡県篠栗中学校校歌(1957年) 細川潤一作曲
- 福岡市立東住吉中学校校歌(1957年) 森脇憲三作曲
- 福岡市立三筑中学校校歌/補作(1957年) 安永武一郎作曲
- 日本電波工業高等学校校歌(1957年) 森脇憲三作曲
- 小郡市北野小学校校歌(1957年) 森脇憲三作曲
- 福岡市立奈良屋小学校校歌(1957年) 森脇憲三作曲
- 飯塚市立飯塚第一中学校校歌(1958年) 森脇憲三作曲
- 筑紫工業高等学校校歌(1958年) 森脇憲三作曲
- 福岡市立玄界小学校校歌(1959年) 森脇憲三作曲
- 福岡市立玄洋中学校校歌(1959年) 森脇憲三作曲
- 福岡市立田隈小学校校歌(1959年) 森脇憲三作曲
- 福岡市立姪浜中学校校歌(1960年) 森脇憲三作曲
- 福岡市立筥松小学校校歌(1960年) 森脇憲三作曲
- 福岡市立能古中学校校歌/補作(1961年) 福島芳明作曲
- 福岡市立箱崎小学校校歌(1961年) 安永武一郎作曲
- 福岡市立草ヶ江小学校校歌(1962年) 安永武一郎作曲
- 南福岡工業高等学校校歌(1962年) 森脇憲三作曲
- 国立福岡中央病院高等看護学院歌(1966年) 森脇憲三作曲
- 福岡県立看護専門学校校歌(1967年) 森脇憲三作曲
- 福岡市立老司小学校校歌(1968年) 安永武一郎作曲
- 福岡市立原北小学校校歌(1969年) 安永武一郎作曲
- 福岡市立梅林中学校校歌(1969年) 安永武一郎作曲
- 福岡カトリック幼稚園園歌(1977年) 森脇憲三作曲
- 福岡幼稚園園歌(1977年) 石丸寛作曲
- 別府わかば幼稚園園歌(1978年) 森脇憲三作曲
- 生の松原養護学校校歌(1979年) 森脇憲三作曲
- 福岡県立大牟田商業高等学校校歌(1980年) 團伊玖磨作曲
- 九州大学医学部の歌/補作(1980年)
- 校歌佐藤学園の歌(1982年) 森脇憲三作曲

#### 隊歌・社歌・市歌
- 第四管区自衛隊隊歌
須摩洋朔作曲
- 第四管区自衛隊行進曲
森脇憲三作曲
- 九州管区警察学校校歌
森脇憲三作曲
- 福岡県警察学校校歌(千早)補作
芹川協一作曲
- 福岡県警察学校寮歌(千早)補作
芹川協一作曲
- 福岡県第一警察学校校歌(小笹)補作
高地光雄作曲
- 北九州市警察部歌/補作
作者不明
- 福岡県警第一機動隊隊歌/補作
安永武一郎作曲
- 福岡県警第二機動隊隊歌/補作
安永武一郎作曲
- 福岡県共同募金の歌(県委嘱/赤い羽根)
森脇憲三作曲
- レクレーション大会の歌(県教委主催「空はあかるく」)
森脇憲三作曲
- 皇太子御結婚奉祝の歌(RKB委嘱)
今史朗作曲
- 福岡市公民館音頭/補作
今史朗作曲
- 福岡市民芸術祭の歌/補作
森脇憲三作曲
- 福岡・口腔衛生の歌(童謡・真っ白い歯)/補作
森脇憲三作曲
- 福岡山の会鹿島槍遠征隊の歌
脇坂順一作曲
- 第五福竜丸久保山愛吉氏哀悼歌
真島豹吉作曲(1954年、焼津高校生により合唱)
- 日本習字連盟の歌
森脇憲三作曲
- 九州郵政研究所所歌
森脇憲三作曲
- 宗像緑風園老人ホームの歌/ 補作
森脇憲三作曲
- 西日本鉄道労働組合歌/ 補作
森脇憲三作曲
- 西日本ライオンズを讃える歌
森脇憲三作曲
- 崎戸製塩工場の歌/ 補作
作曲者不明
- 板付福岡空港音頭/補作(第五回航空記念募集)
森脇憲三作曲
- 明治生命九州躍進の歌
桐山愛海作曲
- 天神町行進曲(天神発展起成会委嘱/1955年)
森脇憲三作曲
- 玉屋デパート店歌
森脇憲三作曲
- 日蓮銅像際の歌
筑紫歌都子作曲
- 福岡ビルサービス社歌
森脇憲三作曲
- 株式会社橋詰工務社歌/補作
阿里耕介作曲
- 筑紫野市市歌/補作
安永武一郎作曲
- 筑紫野市音頭/補作
安永武一郎作曲
- 福岡県民音頭/補作(福岡県制定)
安藤実親作曲/クラウンレコード
- 福岡県農協共済の歌(農協創立十周年記念)
森脇憲三作曲/東芝レコード
- 福岡県農協/ほなみ音頭・太田幸雄作曲
- 五市合併記念北九州音頭 (テレビ西日本選定)/補作
神津善行作曲/キングレコード
- 新博多どんたく A (夕刊フクニチ制定)/補作
吉田正作曲/ビクターレコード
- 博多山笠 B  (夕刊フクニチ制定)/補作
島田逸平作曲/ビクターレコード
- 博多ばやし(市制80周年記念/西日本新聞社制定)/補作
森脇憲三作曲/コロンビアレコード
- オールドパワーの唄(NHK委嘱/今晩は九州)
今史朗作曲
- 小笹音頭(福岡市中央区小笹校区自治協議会)